# العلاقات الإعلامية
تتضمن العلاقات الإعلامية العمل مع وسائل الإعلام بغرض إعلام الجمهور برسالة المنظمة وسياساتها وممارساتها بطريقة إيجابية ومتسقة وذات مصداقية، بإمكانه أيضًا أن يستلزم تطوير علاقات تكافلية مع وسائل الإعلام والصحفيين والمدونين والمؤثرين لكسب الدعاية لمنظمة ما، هذا يعني عادة التنسيق المباشر مع الأشخاص المسؤولين عن إنتاج الأخبار والمقالات في وسائط الإعلام والهدف من العلاقات الإعلامية هو تحقيق أقصى قدر من التغطية الإيجابية في وسائل الإعلام دون دفع ثمنها مباشرة عن طريق الإعلان.
يستخدم الكثير من الناس مصطلحي العلاقات العامة والعلاقات الإعلامية بشكل تبادلي؛ ومع ذلك كمفاهيم مميزة تشير «العلاقات الإعلامية» إلى العلاقة التي تطورها شركة أو منظمة مع الصحفيين في حين أن «العلاقات العامة» تمتد إلى ما وراء وسائل الإعلام لتشمل عامة الناس، هناك أيضًا تسويق متكامل مرتبط ولكنها ليست نفس المحاولات التسويقية المتكاملة لتوحيد جميع جوانب الاتصالات التسويقية؛ يمكن أن يشملها الإعلان والترويج للمبيعات والعلاقات العامة والتسويق المباشر ووسائل التواصل الاجتماعي لإنشاء رسائل متسقة تركز على العملاء.
من الممكن أن يبدأ الاتصال بين وسائل الإعلام والمنظمة من قبل أي من الجانبين ومع ذلك؛ فإن التعامل مع وسائل الإعلام يمثل تحديات فريدة من نوعها من حيث أنه لا يمكن التحكم في وسائل الإعلام فهي تتحكم في نهاية المطاف فيما إذا كانت القصص المعروضة عليها تهم الجمهور، بسبب هذه الحقيقة فإن العلاقات المستمرة بين المنظمة ووسائل الإعلام أمرًا حيويًا، تتمثل إحدى طرق ضمان علاقة عمل إيجابية مع العاملين في وسائل الإعلام في التعرف بعمق على «المراسلات السبقية» ومجالات اهتماماتهم، يقرأ ممارسو العلاقات الإعلامية والعلاقات العامة المجلات والجَرانِيل والصحف والمدونات لتحسين ممارسات الفرد والارتباط بها.
غالبًا ما تقوم المنظمات بتجميع ما يُعرف باسم قائمة وسائل الإعلام أو قائمة بالمنافذ الإعلامية المحتملة التي قد تكون مهتمة بمعلومات المنظمة، يمكن أن تتكون وسائل الإعلام من آلاف المنشورات والصحف ومحطات التلفزيون والإذاعة؛ لذلك عندما يقع حدث «جدير بالنشر» في منظمة ما يمكن لقائمة وسائل الإعلام أن تساعد في تحديد الوسيلة الإعلامية التي قد تكون أكثر اهتمامًا بقصة معينة.
يتيح العمل مع وسائط الإعلام نيابة عن منظمة ما رفع مستوى الوعي بالكيان بالإضافة إلى القدرة على إحداث تأثير مع الجمهور المختار ليسمح بالوصول إلى كل من الجماهير المستهدفة الكبيرة والصغيرة ويساعد في بناء الدعم العام وتعبئة الرأي العام لمنظمة ما، يتم كل ذلك من خلال مجموعة واسعة من الوسائط التي يمكن استخدامها لتشجيع الاتصال ثنائي الاتجاه.
وفيما يلي الأسباب المحتملة التي قد تجعل المنظمة تتواصل مع وسائل الإعلام:
- إطلاق منتج أو خدمة جديدة
- إنشاء مصانع/مكاتب جديدة
- النتائج المالية
- المناسبات أو الجوائز التي ترعاها المنظمة
- إطلاق حملات تنظيمية ترويجية
- الكوارث أو الإضرابات أو عمليات الإغلاق التنظيمية الحديثة
- الجوائز والأوسمة للشركة
- زيارات من كبار الشخصيات والمشاهير في الشركة
- المشاركة في الأنشطة المحلية
- المشاركة المجتمعية

## العلاقات الإعلامية والدعم المعلوماتي
يتكون الدعم المعلوماتي من المعلومات التي يتم توفيرها للصحافة كمواد تكميلية للمساعدة في تقديم تقاريرهم وهذا يشمل معلومات مثل البيانات الصحفية والإعلانات ومقاطع الفيديو للأحداث الإخبارية ذات الصلة، من مزايا استخدام إعانات المعلومات أنها يمكن أن تقلل أو تلغي الحاجة إلى استكمال بحوث إضافية من جانب وسائط الإعلام. يمكن أيضا أن يكون الدعم المعلوماتي مصدرًا جيدًا للمعلومات لوسائل الإعلام ولكن من المهم أن تفحص وسائل الإعلام المصدر تقوم وسائل الإعلام بفحص المصدر للتأكد من دقته وتحيزه من المهم أن بحثًا عن الدقة والتحيز.
من خلال تقديم بيانات جاهزة للنشر يمكن للدعم المعلوماتي أن يوفر الوقت والمال للصحفيين، قدرت دراسة في عام 1999 أن ما يقرب من نصف المعلومات الواردة في الصحف جاءت من دعم المعلومات، مع ذلك أشارت دراسة استقصائية أخرى إلى أن معظم المعلومات التي يتلقاها الصحفيون لا تُنشر أبدًا لأن الثقة في مصدر ومحتوى البيانات هي المعايير التي يستخدمها الصحفيون عند تحديد ما إذا كانوا سيستخدمون المواد المقدمة أم لا.

## ممارسو العلاقات الإعلامية والعلاقات العامة
يتشابه ممارسو العلاقات الإعلامية والعلاقات العامة بشكل كبير في عدة نواح كثيرة حيث يهدف كلا الطرفين إلى مشاركة المعلومات مع الجمهور، تهدف هذه المعلومات إلى إفادة الجمهور من خلال تثقيفهم حول الأخبار وأحداث أخرى، أعلنت الجمعية الدولية للعلاقات العامة(IPRA) في أكتوبر 2019 عن تعريفها الجديد للعلاقات العامة على أنها «ممارسة إدارة صنع القرار المكلفة ببناء العلاقات والمصالح بين المنظمات وجمهورها بناءً على توصيل المعلومات من خلال وسائل الاتصال الموثوقة والأخلاقية» لاحظ أن هذا التعريف يعكس ليس فقط العلاقات بين المنظمات وجمهورها ولكن أيضًا أهمية وسائل التواصل الاجتماعي والتقنيات المتغيرة وأهمية التواصل الأخلاقي.
يقوم ممارسو العلاقات العامة بتوسيع التغطية الإعلامية لعملائهم من خلال مواكبة الأخبار والأحداث الجارية ذات الصلة بعملائهم، نظرًا لأن ممارسي العلاقات العامة يركزون عادةً على العميل لذا قد يجادل البعض بأنهم متحيزون أو يحاولون التأثير على الرأي العام مما يحث على وسائل الإعلام البحث باستمرار عن قصة جديدة، تعد ممارسة العلاقات العامة مكانًا جيدًا وموثوقًا للذهاب إليه من أجل الأحداث الجديرة بالاهتمام لوسائل الإعلام وغالبًا ما يقدمون بيانات خدمة عامة أو جديرة بالنشر التي يمكن أن توفر الوسائل الإعلامية الوقت اللازم لإكمال أبحاثهم ومصادرهم الخاصة.
حقيقة أن المتخصصين في العلاقات العامة كانوا يزودون وسائل الإعلام الإخبارية بالمعلومات لسنوات لن يغير مستوى الثقة التي تتمتع بها وسائل الإعلام بالنسبة للمصادر، إن الثقة هي عنصر حاسم بين وسائل الإعلام وممارسي العلاقات العامة ويجب أن تكون حاضرة حتى تكون علاقة عمل ناجحة لذلك جزء من المشكلة بين الصحفيين وممارسي العلاقات العامة هو الاعتقاد بأن متخصصي العلاقات العامة لم يكونوا ممارسين جيدين في تزويد الصحفيين بمواد تستحق النشر. يعبر الصحفيون عن أفكارهم ومخاوفهم لهؤلاء المتخصصين للسماح بتواصل أفضل وتحسين نوع وجودة البيانات الإخبارية كما هو الحال مع أي علاقة وبناء على ذلك فيجب أن يلتزم الطرفان بالعمل معًا لتحقيق النجاح.

## المزالق الأخلاقية في العلاقات الإعلامية
تقصف عبارة «أخبار كاذبة» وسائل الإعلام اليوم لذا فمن المهم الآن أكثر من أي وقت مضى أن يقدم ممارسو العلاقات العامة معلومات بأمانة وصدق وبشكل دقيق لوسائل الإعلام ومن المهم بنفس القدر أن يقوم الصحفيون أنفسهم بتوثيق المعلومات التي حصلوا عليها، هناك الكثير من الجهد الضغطي على ممارسي العلاقات العامة لتزيين الحقيقة لعملائهم وجعل الأخبار تبدو أفضل مما هي عليه، لكن بإمكان ممارسي العلاقات العامة المساعدة في عملية الاتصال من خلال توفير مزيد من التفاصيل حول أخبار معينة.
من إحدى الطرق التي يمكن بها ممارس العلاقات العامة تجنب المشكلات الأخلاقية هي أن يكون صريحًا مع عملائه ووسائل الإعلامية فيما يتعلق بأي قضايا أخلاقية محتملة، يمكن أن يكون الضغط على ممارس العلاقات العامة كبيرًا بسبب الحاجة إلى العمل مع جهات متعددة لإنتاج معلوماتهم. بالنسبة إلى ممارسي العلاقات العامة فإن وجود أساس لأخلاقياتهم الشخصية والمهنية سيقطع شوطًا طويلاً في مساعدتهم ويشمل هذا الأساس مراعاة مصالح أنفسهم ومصالح وسائط الإعلام والجهة التي يمثلونها وينبغي أيضا أن يكون احترام المعنيين والمسؤولية الاجتماعية أيضًا جزءًا لا يتجزأ من الأخلاق، ثمة نهج آخر للأخلاقيات يقوم على أساس الفضيلة وهذا يشمل التعلم من الآخرين والاستعداد للمخاطرة وممارسة الصدق التام في تقاريرهم.

## أنظر أيضاً
- الإعلان
- إدارة الإعلان
- سلوك المستهلك
- إدارة العلامات التجارية
- اتصالات التسويق
- التسويق
- العلاقات عامة